# Lucas Mugni
Lucas Andrés Mugni (Santa Fe, Argentina; 12 de enero de 1992) es un futbolista argentino. Juega como mediocampista ofensivo y su equipo actual es el Ceará Sporting Club del Campeonato Brasileño de Serie A.

## Trayectoria
Comenzó su carrera en el club Gimnasia y Esgrima de Ciudadela de la ciudad de Santa Fe a los 5 años. Luego pasó a jugar en el Club Atlético Colón a los 9 años donde disputó las categorías formativas hasta llegar a la primera división. Realizó su debut en Primera División el 2 de mayo de 2010 para Colón en un empate sin goles frente a Atlético de Tucumán a la edad de 18 años. Con la llegada de Roberto Sensini logró continuidad en el once titular y con buenas actuaciones se afianzó en el equipo y llevó el número 10 en su espalda. El 25 de marzo de 2012 marcó su primer gol en primera división en la victoria de Colón ante Independiente por 3 a 0. En la Copa Sudamericana, logró su primer gol en el contexto internacional contra Racing.
En Colón jugó 75 partidos y anotó 6 goles (el último a Unión en el Clásico Santafesino). En el 2014 es vendido al Flamengo de Brasil por tres temporadas para ayudar económicamente al Club Colón.
El 6 de junio de 2015 es contratado por Newell's Old Boys proveniente del Flamengo, Lucas Mugni firmó su contrato con el Club rosarino y se convirtió en nuevo refuerzo de la institución.firmando por un año, para la próxima temporada 2015/16.
En 2017 rescinde su contrato con el Fla y llega al club Gaziantepspor Kulübü de Turquía. A final de esa temporada fichó por el Everton de Viña del Mar.
En 2019 firmó con Oriente petrolero por una temporada después de no haber tenido minutos en su anterior equipo.

## Selección nacional
En el año 2012 es convocado por Alejandro Sabella a la Selección Argentina para disputar el Superclásico de las Américas contra Brasil.

### Estadísticas
| Selección        | Dorsal | Año   | Amistoso | Amistoso | Amistoso |
| Selección        | Dorsal | Año   | Part.    | Goles    | Asis     |
| ---------------- | ------ | ----- | -------- | -------- | -------- |
| Argentina sub-17 | ¿?     | 2008  | 2        | 1        | 0        |
| Argentina sub-17 | Total  | Total | 2        | 1        | 0        |
| Argentina sub-20 | ¿?     | 2010  | 1        | 1        | 0        |
| Argentina sub-20 | Total  | Total | 1        | 1        | 0        |
| Argentina        | 10/18  | 2012  | 0        | 0        | 0        |
| Argentina        | Total  | Total | 0        | 0        | 0        |

## Estadísticas

### Clubes
Actualizado hasta su último partido disputado el 22 de mayo de 2025.
| Club                              | Div.          | Temporada     | Liga  | Liga  | Liga   | Estatales | Estatales | Estatales | Copas nacionales | Copas nacionales | Copas nacionales | Torneos internacionales | Torneos internacionales | Torneos internacionales | Total | Total | Total  |
| Club                              | Div.          | Temporada     | Part. | Goles | Asist. | Part.     | Goles     | Asist.    | Part.            | Goles            | Asist.           | Part.                   | Goles                   | Asist.                  | Part. | Goles | Asist. |
| --------------------------------- | ------------- | ------------- | ----- | ----- | ------ | --------- | --------- | --------- | ---------------- | ---------------- | ---------------- | ----------------------- | ----------------------- | ----------------------- | ----- | ----- | ------ |
| C. A. Colón Argentina             | 1.ª           | 2009-10       | 1     | 0     | 0      | —         | —         | —         | —                | —                | —                | —                       | —                       | —                       | 1     | 0     | 0      |
| C. A. Colón Argentina             | 1.ª           | 2010-11       | 5     | 0     | 0      | —         | —         | —         | —                | —                | —                | —                       | —                       | —                       | 5     | 0     | 0      |
| C. A. Colón Argentina             | 1.ª           | 2011-12       | 16    | 1     | 4      | —         | —         | —         | 1                | 0                | 0                | —                       | —                       | —                       | 17    | 1     | 4      |
| C. A. Colón Argentina             | 1.ª           | 2012-13       | 32    | 3     | 1      | —         | —         | —         | 1                | 0                | 0                | 4                       | 2                       | 1                       | 37    | 5     | 2      |
| C. A. Colón Argentina             | 1.ª           | A-2013        | 15    | 0     | 2      | —         | —         | —         | —                | —                | —                | —                       | —                       | —                       | 15    | 0     | 2      |
| C. A. Colón Argentina             | Total club    | Total club    | 69    | 4     | 7      | 0         | 0         | 0         | 2                | 0                | 0                | 4                       | 2                       | 1                       | 75    | 6     | 8      |
| C. R. Flamengo · Brasil           | 1.ª           | 2014          | 25    | 2     | 2      | 9         | 3         | 1         | 2                | 0                | 0                | 4                       | 0                       | 0                       | 40    | 5     | 3      |
| C. R. Flamengo · Brasil           | 1.ª           | 2015          | 1     | 0     | 0      | 5         | 0         | 0         | 1                | 0                | 0                | —                       | —                       | —                       | 7     | 0     | 0      |
| C. R. Flamengo · Brasil           | Total club    | Total club    | 26    | 2     | 2      | 14        | 3         | 1         | 3                | 0                | 0                | 4                       | 0                       | 0                       | 51    | 5     | 3      |
| C. A. Newell´s Old Boys Argentina | 1.ª           | 2015          | 13    | 0     | 1      | —         | —         | —         | —                | —                | —                | —                       | —                       | —                       | 13    | 0     | 1      |
| C. A. Newell´s Old Boys Argentina | 1.ª           | 2016          | 6     | 0     | 1      | —         | —         | —         | —                | —                | —                | —                       | —                       | —                       | 6     | 0     | 1      |
| C. A. Newell´s Old Boys Argentina | Total club    | Total club    | 19    | 0     | 2      | 0         | 0         | 0         | 0                | 0                | 0                | 0                       | 0                       | 0                       | 19    | 0     | 2      |
| Everton de Viña del Mar · Chile   | 1.ª           | 2017          | 15    | 1     | 2      | —         | —         | —         | 2                | 1                | 0                | —                       | —                       | —                       | 17    | 2     | 2      |
| Everton de Viña del Mar · Chile   | 1.ª           | 2018          | 12    | 1     | 0      | —         | —         | —         | —                | —                | —                | 2                       | 0                       | 0                       | 14    | 1     | 0      |
| Everton de Viña del Mar · Chile   | Total club    | Total club    | 27    | 2     | 2      | 0         | 0         | 0         | 2                | 1                | 0                | 2                       | 0                       | 0                       | 31    | 3     | 2      |
| C. A. Lanús Argentina             | 1.ª           | 2018-19       | —     | —     | —      | —         | —         | —         | 2                | 0                | 0                | —                       | —                       | —                       | 2     | 0     | 0      |
| C. A. Lanús Argentina             | Total club    | Total club    | 0     | 0     | 0      | 0         | 0         | 0         | 2                | 0                | 1                | 0                       | 0                       | 0                       | 2     | 0     | 0      |
| Oriente Petrolero · Bolivia       | 1.ª           | 2019          | 44    | 9     | 15     | —         | —         | —         | —                | —                | —                | 2                       | 1                       | 0                       | 46    | 10    | 15     |
| Oriente Petrolero · Bolivia       | Total club    | Total club    | 44    | 9     | 15     | 0         | 0         | 0         | 0                | 0                | 0                | 2                       | 1                       | 0                       | 46    | 10    | 15     |
| Sport Recife · Brasil             | 1.ª           | 2020          | 23    | 1     | 3      | 14        | 1         | 1         | 1                | 0                | 0                | —                       | —                       | —                       | 38    | 2     | 4      |
| Sport Recife · Brasil             | Total club    | Total club    | 23    | 1     | 3      | 14        | 1         | 1         | 1                | 0                | 0                | 0                       | 0                       | 0                       | 38    | 2     | 4      |
| Gençlerbirliği S. K. Turquía      | 1.ª           | 2020-21       | 10    | 0     | 0      | —         | —         | —         | —                | —                | —                | —                       | —                       | —                       | 10    | 0     | 0      |
| Gençlerbirliği S. K. Turquía      | Total club    | Total club    | 10    | 0     | 0      | 0         | 0         | 0         | 0                | 0                | 0                | 0                       | 0                       | 0                       | 10    | 0     | 0      |
| E. C. Bahia · Brasil              | 1.ª           | 2021          | 20    | 0     | 1      | —         | —         | —         | 1                | 0                | 1                | —                       | —                       | —                       | 21    | 0     | 2      |
| E. C. Bahia · Brasil              | 2.ª           | 2022          | 29    | 6     | 4      | 11        | 0         | 1         | 2                | 1                | 0                | —                       | —                       | —                       | 42    | 7     | 5      |
| E. C. Bahia · Brasil              | 1.ª           | 2023          | 15    | 0     | 0      | 16        | 1         | 1         | 4                | 0                | 0                | —                       | —                       | —                       | 35    | 1     | 1      |
| E. C. Bahia · Brasil              | Total club    | Total club    | 64    | 6     | 5      | 27        | 1         | 2         | 7                | 1                | 1                | 0                       | 0                       | 0                       | 98    | 8     | 8      |
| Ceará S. C. · Brasil              | 2.ª           | 2024          | 32    | 3     | 6      | 12        | 0         | 4         | 2                | 0                | 0                | —                       | —                       | —                       | 46    | 3     | 10     |
| Ceará S. C. · Brasil              | 1.ª           | 2025          | 8     | 1     | 3      | 12        | 2         | 4         | 4                | 0                | 0                | —                       | —                       | —                       | 24    | 3     | 7      |
| Ceará S. C. · Brasil              | Total club    | Total club    | 40    | 4     | 9      | 24        | 2         | 8         | 6                | 0                | 0                | 0                       | 0                       | 0                       | 70    | 6     | 17     |
| Total carrera                     | Total carrera | Total carrera | 322   | 28    | 45     | 79        | 7         | 12        | 23               | 2                | 2                | 12                      | 3                       | 1                       | 436   | 40    | 60     |
| 1. 2. 3. 4.                       |               |               |       |       |        |           |           |           |                  |                  |                  |                         |                         |                         |       |       |        |

## Palmarés

### Campeonatos regionales
| Título              | Equipo         | Estado         | Año  |
| ------------------- | -------------- | -------------- | ---- |
| Taça Guanabara      | C. R. Flamengo | Río de Janeiro | 2014 |
| Campeonato Carioca  | C. R. Flamengo | Río de Janeiro | 2014 |
| Campeonato Baiano   | E. C. Bahia    | Bahía          | 2023 |
| Campeonato Cearense | Ceará S. C.    | Ceará          | 2024 |
| Campeonato Cearense | Ceará S. C.    | Ceará          | 2025 |